# Station Svendborg Vest
Station Svendborg Vest is een spoorweghalte in de Deense stad Svendborg. De halte ligt aan de lijn Odense - Svendborg en wordt vooral gebruikt door studenten van het Svendborg Gymnasium en de Handelsschool. 